# KIF Kolding København
KIF Kolding København var et dansk håndboldhold der spillede i Kolding og København. Holdet blev dannet i august 2012 efter AG Københavns konkurs, hvor det hidtidige Kolding IF Håndbold blev basis for en ny stor satsning i dansk håndbold med tilføjelse af nogle af de spillere, der hidtil havde spillet i AGK, samt økonomisk understøtning fra nogle af AGK's sponsorer. Holdets officielle navn var KIF Kolding, men klubben Kolding IF Håndbold, som ejer den licens holdet spillede på, ønsker at anvende KIF Kolding København. Den 9. marts 2014 vandt holdet sin første titel, nemlig DHF's Landspokalturnering 2013 med en finalesejr på 28-24 over Bjerringbro-Silkeborg. KIF Kolding København lukkede ned 2018, hvorefter København afdelingen gik fra og klubben gik tilbage til sin oprindelse KIF Kolding.

## Baggrund
Kolding IF Håndbold har en lang og glorværdig historie med tolv danske mesterskaber og flere gode optrædener i europæiske turneringer bag sig, mens AGK blot havde eksisteret siden 2010, hvor Jesper "Kasi" Nielsen via sit firma KasiGroup havde stået bag en stor satsning på klubben med henblik på at skabe et europæisk tophold. Det var lykkedes, idet AGK havde vundet såvel DM som pokalturneringen i de to år, klubben nåede at eksistere, og desuden formåede den at kvalificere sig til Final Four-stævnet i foråret 2012.
Imidlertid fik Jesper Nielsen økonomiske problemer og forlod klubben i foråret 2012, hvilket medførte, at AGK begærede sig selv konkurs 31. juli 2012. Dermed var holdet opløst, og spillerne var fritstillede. Samtidig havde KIF økonomiske problemer, der uden samarbejdet med resterne af AGK kunne have medført klubbens lukning.
KIF Håndbold Elite A/S, der står bag KIF Kolding, gav 17. august 2012 grønt lys for det nye samarbejde omfattende håndboldholdet KIF København og selskabet bag dette. I første omgang var det meningen, at klubben skulle hedde KIF København, men da ansøgningen om at bruge dette navn ikke blev indsendt til Dansk Håndbold i tide, er det officielle navn KIF Kolding, mens man uofficielt bruger navnet KIF Kolding København.

## Herrer
Fra starten var det meningen, at tre af AGK's markante danske spillere skulle indgå i det nye hold, der derudover skulle bygges på basis af KIF's hold, som det forelå ved begyndelsen af 2012-13-sæsonen. De tre AGK-spillere var de rutinerede Kasper Hvidt, Lars Jørgensen og Joachim Boldsen, mens klubbens helt store danske stjerne, Mikkel Hansen, valgte at tage til Paris Handball. Desuden havde den svenske back Kim Andersson næsten en aftale i hus med AGK København, og han valgte efterfølgende at skrive kontrakt med KIF Kolding København.
Blandt KIF-profilerne var landsholdsspillerne Bo Spellerberg, Lasse Boesen og Lukas Karlsson der fortsatte i den nye klub.